# Sanremo Giovani 2021
La quindicesima edizione televisiva del concorso Sanremo Giovani si è svolta a Sanremo il 15 dicembre 2021, con la conduzione di Amadeus.
Come già accaduto nel 2018, il concorso ha sostituito la sezione Nuove proposte del Festival di Sanremo: durante la serata, i 12 finalisti del concorso, selezionati da una commissione musicale tra 711 candidati, si sono esibiti e sono stati valutati da una giuria composta dalla commissione musicale e dal voto del direttore artistico. I primi tre classificati della serata hanno guadagnato il diritto di partecipare con un nuovo pezzo inedito al Festival di Sanremo 2022, aggiungendosi agli altri 22 partecipanti al Festival che sono stati annunciati il 4 dicembre dallo stesso Amadeus nel corso dell'edizione serale del TG1.

## Cantanti
I 12 artisti che si sono sfidati nella finale di quest'edizione di Sanremo Giovani sono stati annunciati il 22 novembre 2021. Quattro di essi sono stati selezionati nel corso dell'edizione 2021 di Area Sanremo.
| Interprete       | Canzone                 | Autori                                          |
| ---------------- | ----------------------- | ----------------------------------------------- |
| Bais             | Che fine mi fai         | L. Zambelli Bais, A. Filippelli e G. Manilardi  |
| Destro           | Agosto di piena estate  | L. Castrignanò e B. Stanco                      |
| Esseho           | Arianna                 | M. Montalesi e N. Contessa                      |
| Littamè          | Cazzo avete da guardare | Laguna e S. Paviani                             |
| Martina Beltrami | Parlo di te             | M. Beltrami e G. Grande                         |
| Matteo Romano    | Testa e croce           | F. Abbate, F. Catitti e M. Romano               |
| Oli?             | Smalto e tinta          | M. Poletto, R. Berticelli e R. Scirè            |
| Samia            | Fammi respirare         | S. Pozzobon e F. Cataldo                        |
| Senza_Cri        | A me                    | C. Carella, Kaleido, C. Giardinia e D. Santorio |
| Tananai          | Esagerata               | A. Cotta Ramusino, D. Simonetta e P. Antonacci  |
| Vittoria         | California              | V. Santi e M. Mangano                           |
| Yuman            | Mille notti             | Y. Santos Tavares Carloia e F. Cataldo          |

## Finale
La finale del concorso è andata in onda il 15 dicembre 2021 in diretta su Rai 1 dal Teatro del Casinò di Sanremo con la conduzione di Amadeus.
I 12 artisti sono stati votati dalla Commissione musicale del Festival e dal direttore artistico. Sono stati così decretati i tre artisti che accedono al Festival di Sanremo 2022 e i rispettivi inediti.
- Accede al Festival di Sanremo 2022

| Ordine di uscita | Interprete       | Canzone                 | Posizione |
| ---------------- | ---------------- | ----------------------- | --------- |
| 1                | Samia            | Fammi respirare         | 4         |
| 2                | Oli?             | Smalto e tinta          | 4         |
| 3                | Tananai          | Esagerata               | 2         |
| 4                | Vittoria         | California              | 4         |
| 5                | Matteo Romano    | Testa e croce           | 3         |
| 6                | Littamè          | Cazzo avete da guardare | 4         |
| 7                | Yuman            | Mille notti             | 1         |
| 8                | Esseho           | Arianna                 | 4         |
| 9                | Martina Beltrami | Parlo di te             | 4         |
| 10               | Destro           | Agosto di piena estate  | 4         |
| 11               | Senza Cri        | A me                    | 4         |
| 12               | Bais             | Che fine mi fai         | 4         |

## Commissione musicale
La commissione musicale incaricata di selezionare gli artisti per Sanremo Giovani è stata composta da:
- Amadeus
- Gianmarco Mazzi
- Lucio Presta
- Claudio Fasulo
- Massimo Martelli
- Leonardo de Amicis

## Ascolti
| Messa in onda    | Telespettatori | Share |
| ---------------- | -------------- | ----- |
| 15 dicembre 2021 | 2 425 000      | 13,4% |